# Бараолт (Ковасна)
Бараолт (рум. Baraolt) насеље је у Румунији у округу Ковасна у општини Бараолт. Oпштина се налази на надморској висини од 478 m.

## Становништво
Према подацима из 2002. године у насељу је живело 5914 становника.

### Попис2002.
| Расподела становништва по националности 2002.‍ | Расподела становништва по националности 2002.‍ | Расподела становништва по националности 2002.‍ | Расподела становништва по националности 2002.‍ | Расподела становништва по националности 2002.‍ |
| --------------------------------------------- | --------------------------------------------- | --------------------------------------------- | --------------------------------------------- | --------------------------------------------- |
|                                               |                                               |                                               |                                               |                                               |
| Румуни                                        | Румуни                                        |                                               | 247                                           | 4,2%                                          |
| Мађари                                        | Мађари                                        |                                               | 5.609                                         | 94,9%                                         |
| Роми                                          | Роми                                          |                                               | 44                                            | 0,7%                                          |
| Немци                                         | Немци                                         |                                               | 10                                            | 0,2%                                          |